# NGC 234
NGC 234 је спирална галаксија у сазвежђу Рибе која се налази на NGC листи објеката дубоког неба.
Деклинација објекта је + 14° 20' 33" а ректасцензија 0h 43m 32,3s. Привидна величина (магнитуда) објекта NGC 234 износи 12,6 а фотографска магнитуда 13,3. NGC 234 је још познат и под ознакама UGC 463, MCG 2-2-28, CGCG 434-32, CGCG 435-1, IRAS 00409+1404, PGC 2600.